# كيمبرلي لوايزا
كيمبرلي غوادالوبي لوايزا مارتينيز (من مواليد 12 ديسمبر 1997)، المعروفة فنيًا باسم كيمبرلي لوايزا (Kimberly Loaiza) أو كيم لوايزا (Kim Loaiza) ، هي منشئة محتوى على اليوتيوب ومؤثرة مكسيكية. في عام 2016، بدأت حياتها المهنية في اليوتيوب وفي عام 2020 أطلقت أغنيتها «لا تكن غيورًا (No Seas Celoso)» والتي تصدرت المخططات في العديد من البلدان وحصلت حاليًا على 307 مليون مشاهدة على اليوتيوب. وهي حاليًا تحتل المرتبة 11 بين أكثر المستخدمين متابعة على تيك توك.